# Aleksej Lucenko
Aleksej Aleksandrovič Lucenko (rusko Алексей Александрович Луценко), kazahstanski kolesar, * 7. september 1992, Petropavl, Kazahstan.
Lucenko je profesionalni kolesar, ki je od leta 2013 član UCI WorldTeam ekipe Astana. Leta 2012 je postal svetovni prvak na cestni dirki v kategoriji do 23 let. Nastopil je na Poletnih olimpijskih igrah leta 2020 ter osvojil 21. mesto na cestni dirki in 32. v kronometru. Leta 2016 je zmagal na Dirki po Hainanu, leta 2017 je osvojil etapno zmago na Dirki po Španiji. V letih 2018 in 2019 je zmagal na Dirki po Omanu, leta 2019 tudi na Arktični dirki po Norveški. Leta 2020 je osvojil svojo prvo etapno zmago na Dirki po Franciji, ki jo je leta 2021 končal na sedmem mestu v skupnem seštevku, dirko Critérium du Dauphiné pa na drugem. Po dvakrat je postal kazahstanski državni prvak na cestni dirki in v kronometru.